# Niushou Shan
Niushou Shan (kinesiska: 牛首山) är en bergskedja i Kina. Den ligger i den autonoma regionen Ningxia, i den nordvästra delen av landet, omkring 82 kilometer söder om regionhuvudstaden Yinchuan.
Genomsnittlig årsnederbörd är 328 millimeter. Den regnigaste månaden är juli, med i genomsnitt 83 mm nederbörd, och den torraste är december, med 1 mm nederbörd.